# Németh Kristóf
Németh Kristóf (Budapest, 1975. november 5. –) magyar színész, szinkronszínész, színházigazgató 2012–2016 között a magánszínházzá alakult Játékszín négy tulajdonosának egyike és ügyvezető igazgatója volt. 2017 óta a Fórum Színház igazgatója és egyedüli tulajdonosa.

## Életpályája
Először a Szomszédok című teleregény 4. epizódjában szerepelt 12 évesen (1987) (majd később nagyobb korában többször is). Azután Szántó Erika rendezésében 1988-ban készült Gaudiopolis című filmben szerepelt 13 évesen. Gimnáziumi tanulmányainak idején játszott a Radnóti Színpadon. 1998-ban végzett a Színház- és Filmművészeti Főiskolán Benedek Miklós osztályában. A megszűnéséig a Budapesti Kamaraszínház tagja volt. 2001–2006 között a gödöllői Művelődési Ház igazgatója volt. 2006–2013 között műsorvezetőként dolgozott a Klubrádióban. 2012 októbere óta a magánszínházzá alakult Játékszín négy tulajdonosának egyike és igazgatója is. 2016-ban lemondott a Játékszín igazgatásáról.
A Barátok közt című sorozatban Kertész Gézát alakította. Egy súlyos bokafájdalma miatt Kertész Géza szerepét átmenetileg Karalyos Gábor vette át.

## Színházi szerepei
- Nagy András: Mi hárman
- Álmodozók a falvédőről
- Sólyom András: Angyal és Kádár....Arcátlan kihallgató
- Ugo Betti: Bűntény a kecskeszigeten....Angelo, az idegen
- Molière: Dandin György, avagy a megcsúfolt férj....Klitander
- Bekes József: Durr bele....Vavranyecz Sanya, rendész
- Szakonyi Károly: Életem, Zsóka!....Frank Ottó
- Beaumarchais: Figaro házassága....Bazilio
- Ivan Kušan: Galócza....Borisz Mozsbolt, földhivatali gyakornok
- Friedrich Schiller: Haramiák (Banditák)....Schufterle
- Alekszandr Dumas: A három testőr....Buckingham
- Alan Ayckbourn: Időzavar....Harold
- Molnár Ferenc: Liliom....Liliom
- Robert Bolt: Morus....William Roper
- Friedrich Dürrenmatt: Az öreg hölgy látogatása....III. polgár
- Arthur Koestler: Sötétség délben....Kiefer
- Thomas Kyd: Spanyol tragédia....Villupo-Pedro
- Spiró György: Szappanopera....Férfi
- Shakespeare: Szeget szeggel....Tuskó, együgyű rendőr
- Hubay Miklós – Ránki György – Vas István: Egy szerelem három éjszakája....Sándor
- Ken Ludwig: Primadonnák...... Duncan
- Agatha Cristie: És már senki sem ..... Philip Lombard

## Filmjei

### Játékfilmek
- Érzékek iskolája (1996)...Bit part
- Csinibaba (1997)...Félix
- Hippolyt (1999)...László, servant and bodyguard
- The Barrones and the Pig (2002)...Intimate Friend
- Egy szoknya, egy nadrág (2005)...Hotelportás
- Tibor vagyok, de hódítani akarok! (2006)...Köves András
- Jamais vu (2007)...The Actor

### Tévéfilmek
- Az én nevem Jimmy (1987)...Vörös Gabi
- Gaudiopolis - In memoriam Sztehlo Gábor (1988)
- Alapképlet (1989)
- Családi kör Amíg élsz, remélj! című része (1994)...Feri
- Szomszédok (1987 és 1991–1997)...Szász Kristóf
- Franzstadti varieté (1996)
- Barátok közt (2000–2012, epizódszerepek: 2013, 2014, 2015, 2021)
- Millenniumi mesék (2001)...Dienes Gedeon
- Mindenből egy van (2016)...Kovács Csaba
- Korhatáros szerelem (2018)[8]...Ferenc
- Drága örökösök (2019-2020)...Subicz János
- A mi kis falunk (2020)...önmaga
- Keresztanyu (2021-2022)...Bárány Jóska
- Drága örökösök – A visszatérés (2022–2024)...Subicz János
- Mellékhatás (2023)...Dr. Kassai
- Pokoli rokonok (2025) ...Dr. Báthonyi

## Sorozatbeli szinkronok
- Amerikai fater: Travis Bowe - Brook Gardner
- Viszonyok: Jake Roth – Devon Gummersall
- Central Park West: Gil Chase – Justin Lazard
- Vízizsaruk: Sr. Constable Gavin 'Sykesy' Sykes – Brett Partridge
- A tizedik királyság: Prince Wendell White/Golden Retriever Dog (hang) – Daniel Lapaine
- Angel: Angel – David Boreanaz (első hang)
- Csillagkapu – Családi ügy = Stargate SG-1 – Family : Fro’tak – Peter Bryant
- Kassandra: Ignacio Contreras és Luis David Contreras – Osvaldo Rios

## Filmbeli szinkronok
- Egy nap a parkban: - további magyar hang
- Micimackó: - Róbert Gida (hangja)
- Vasmadarak: Knotcher - Michael Bowen
- Hajlakk: - további magyar hang
- A kém: - további magyar hang
- Szemet szemért: Rádiós Raheem - Bill Nunn
- Pucoljunk fater: Nelson - Corey Haim
- Apácashow: Ernie - Max Grodénchik
- Égi tűz: Bobby Cogdill - Bradley Gregg
- Füst: Jerry - Jose Zuniga
- Holtidő: Franco testőre - Miguel Nájera
- Bárbajnokok: James - Larry Gilliard, Jr.
- A függetlenség napja: SETI technikus - James Wong
- 187: - további magyar hang
- Comic strip – Képtelen képregény: Holden McNeil - Ben Affleck
- G. I. Jane: Royce -  Jason Beghe
- Szigorúan bizalmas: Johnny Stompanato - Paolo Seganti
- Két apának mennyi a fele?: Carella - Olivier Parenty
- A közellenség: Daniel Leon Zavitz - Jason Lee
- A nyomorultak: Enjolras - Lennie James
- Pleasantville: Skip Martin - Paul Walker
- Bármi áron: Sonny Salano - Craig Susser
- Holtodiglan: Manuel Esquema/Alan Riply - Joseph Fiennes
- Koponyák: Caleb Mandrake - Paul Walker
- A tizedik királyság: Wendell Fehérke királyfi - Daniel Lapaine
- Üldözési mánia: Nick Schaffer - Breckin Meyer
- Most már elég!: Mitch Hiller - Bill Campbell
- A szerencseforgató: Mikey - Shawn Hatosy
- Két testvér: Szaladin - Moussa Maaskri
- Szex és szerelem: Jamie - Andrew Lincoln
- Római ikervakáció : Ryan – Derek Lee Nixon
- Terítéken a nő : Toninho Murilo Benício
- Nyílt kártyákkal : John Dixon – Brad Gorton

## CD, hangoskönyvek
- Bán Mór: A csillagösvény lovasai
- Szabó Lőrinc: Lóci óriás lesz
- Oscar Wilde: A boldog herceg - A csalogány és a rózsa
- Molnár Ferenc: A Pál utcai fiúk

## Reality
- Celebcella (2022)

## Díjai, elismerései
- Story Ötcsillag-díj (2004) – Az év színésze
- Magyar Arany Érdemkereszt (2022)